# Franz Volkert
Franz Volkert (Fiedland, 1767 - Viena, 1845) fou un organista i compositor alemany.
Durant molts anys fou organista de la col·legiata escocesa i director d'orquestra del Teatre Nacional de Leopoldstadt, a Viena. Durant el període de 1810 a 1829 va escriure nombroses comèdies líriques, pantomimes i obres còmiques (en un total de 150) pel mencionat teatre, el que li'n conquistà gran popularitat en el seu temps.
També va escriure trios per a piano i instruments d'arc, variacions, obres per a orgue, preludis, lieder, etc.